# Gerhard Bähr
Gerhard Bähr, né le 6 mai 1900 à Legazpi et mort le 27 avril 1945 à Berlin, est un linguiste et philologue basque d'origine allemande et membre correspondant de l'Académie de la langue basque.

## Biogragraphie
Gerhard Bähr est né le 6 mai 1900 à Legazpi, au Guipuscoa, dans la localité d'Udana où il a vécu toute son enfance. Son père est ingénieur et directeur de la mine Katabera, Aizkorri. 
Il a fréquenté de 12 à 18 ans l'école Schul Pforta en Allemagne et participe à la Première Guerre mondiale.
Très jeune, il commence l'étude linguistique du basque et le parlant bien, il devient membre correspondant  de l'Académie de la langue basque ou Euskaltzaindia après la présentation de son travail « Flexiones verbales de uso actual en Legazpia (Goyerri) » dans la revue Euskera. Il était un collaborateur des magazines Euskal-Esnalea, Euskera et la RIEV ou Revue internationale des études basques.
En 1923, il traverse le Guipuscoa en collectant des données pour le rapport Erizkizundi Iruikoitza. En 1926, il obtient un diplôme de chimie, d'anglais et de français. En 1927, il publie une étude approfondie sur verbe Guipuscoan, bien que déjà en 1925, il ait étudié les formes particulières du dialecte de Legazpi. Ses études continuent d'émerger sans cesse, parrainé par l'Euskaltzaindia qui lui octroie une aide financière à cause des grandes crises d'après-guerre en Allemagne et ce jusqu'à la Seconde Guerre mondiale. Ils traitent de plusieurs thèmes lexicaux très intéressants : nom de la parenté, des plantes, des étoiles et des toponymes.
En 1928, il commence à enseigner au Realgymnasium de Hanovre. En 1929, il publie un article nécrologique Hugo Schuchardt zana, en basque.
En Allemagne, il fait sa thèse de doctorat avec Baskisch und Iberisch, qui est approuvé par l'Université de Göttingen en 1940. Une autre linguiste, Karl Bouda, le publie dans le magazine Eusko-Jakintza en 1948. Son étude solide sur le travail du verbe guipuscoan est publié, quoique incomplète, entre 1926, 1931, 1934 et 1935. Sa présentation au VIIe Congrès des études basques d'Estella-Lizarra en 1936 nous est inconnue parce que la réunion n'a pas eu lieu en raison de la guerre civile 1936-1939.
Il participe à la Seconde Guerre mondiale, cette fois en tant qu'interprète de l'armée allemande. Sa bibliothèque est anéantie pendant l'attentat de Hanovre alors qu'il était sur le front russe. Il mourut en 1945 lors de la prise de Berlin par les Russes dans des circonstances inconnues.

## Ouvrages
- euzkerólogos extranjeros, 1946 ;
- Hugo Schuchardt zana, 1928.

## Travaux
- Estudio sobre el verbo guipuzcoano, comprendiendo el presente e imperfecto de indicativo del auxiliar transitivo "izan" y de los verbos "jakin, euki, ekarri, eraman, egon, joan, etorri, ibili" en sus flexiones comunes y alocutivas. Revue Internationale des études basques (RIEV) (17). 1926, 370-394p.
- Estudio sobre el verbo guipuzcoano, comprendiendo el presente e imperfecto de indicativo del auxiliar transitivo "izan" y de los verbos "jakin, euki, ekarri, eraman, egon, joan, etorri, ibili" en sus flexiones comunes y alocutivas. Revue Internationale des études basques (RIEV) (17). 1926, 98-122p.
- Sobre el nombre del plomo en vascuence. Revue Internationale des études basques (RIEV) (17). 20-21p.
- Estudio sobre el verbo guipuzcoano, comprendiendo el presente e imperfecto de indicativo del auxiliar transitivo "izan" y de los verbos "jakin, euki, ekarri, eraman, egon, joan, etorri, ibili" en sus flexiones comunes y alocutivas. Revue Internationale des études basques (RIEV) (18). 1927, 437-469p.
- Otra vez eslata "vallado de madera". Revue Internationale des études basques (RIEV) (18). 162-163p.
- Estudio sobre el verbo guipuzcoano, comprendiendo el presente e imperfecto de indicativo del auxiliar transitivo "izan" y de los verbos "jakin, euki, ekarri, eraman, egon, joan, etorri, ibili" en sus flexiones comunes y alocutivas. Revue Internationale des études basques (RIEV) (19). 1928, 287-312p.
- Los nombres vascos de la abeja, mariposa, rana y otros bichos. Revue Internationale des études basques (RIEV) (19). 1929, 1-7p.
- Estudio sobre el verbo guipuzcoano, comprendiendo el presente e imperfecto de indicativo del auxiliar transitivo "izan" y de los verbos "jakin, euki, ekarri, eraman, egon, joan, etorri, ibili" en sus flexiones comunes y alocutivas. Revue Internationale des études basques (RIEV) (20). 1929, 325-349p.
- Nombres de plantas en vascuence. Revue Internationale des études basques (RIEV) (20). 1926, 449-454p.
- Estudio sobre el verbo guipuzcoano, comprendiendo el presente e imperfecto de indicativo del auxiliar transitivo "izan" y de los verbos "jakin, euki, ekarri, eraman, egon, joan, etorri, ibili" en sus flexiones comunes y alocutivas. Revue Internationale des études basques (RIEV) (21). 1930, 547-587p.
- Estudio sobre el verbo guipuzcoano, comprendiendo el presente e imperfecto de indicativo del auxiliar transitivo "izan" y de los verbos "jakin, euki, ekarri, eraman, egon, joan, etorri, ibili" en sus flexiones comunes y alocutivas. Revue Internationale des études basques (RIEV) (22). 1931, 245-269p.
- El arco iris y la vía láctea: (vocablos, etimologías y difusión, creencias populares).Revue Internationale des études basques (RIEV) (22). 1931, 397-414p.
- Medubriga, die bleistard? Revue Internationale des études basques (RIEV) (24). 1933, 21-29p.
- Estudio sobre el verbo guipuzcoano, comprendiendo el presente e imperfecto de indicativo del auxiliar transitivo "izan" y de los verbos "jakin, euki, ekarri, eraman, egon, joan, etorri, ibili" en sus flexiones comunes y alocutivas. Revue Internationale des études basques (RIEV) (25). 1934, 63-77p.
- Aurten, geurtz, igaz. Revue Internationale des études basques (RIEV) (25). 1934, 288-289p.
- Nombres de animales en vascuence: (etimología y folklore). Revista Internacional de los Estudios Vascos = Revue internationale des études basques (27). 1936, 77-122p.